# Gołuszyce
Gołuszyce [pronunciación en polaco: /ɡɔwuˈʂɨt͡sɛ/] es un pueblo en el distrito administrativo de Gmina Pruszcz, dentro del Distrito de Świecie, Voivodato de Cuyavia y Pomerania, en el norte de Polonia. Se encuentra aproximadamente 5 kilómetros al norte de Pruszcz, 16 kilómetros al oeste de Świecie, y 32 kilómetros al noreste de Bydgoszcz.
El pueblo tiene una población aproximada de 500 habitantes.